# PSV Handbal
PSV Handbal is een handbalclub uit Eindhoven. De vereniging is ontstaan in 1932 en was toen al een open vereniging, dus ook toegankelijk voor 'niet Philips-medewerkers'. PSV Handbal is een van de grootste handbalverenigingen in de regio Eindhoven.

## Geschiedenis
PSV Handbal speelde enkele jaren geleden met haar topteams vrijwel altijd in de landelijke competitie. In haar betere jaren is zelfs de eredivisie, het hoogste Nederlandse niveau, aan zowel de dameskant als de herenkant bereikt. In 1950 werd het herenteam zelfs Nederlands kampioen veldhandbal, gespeeld met 11 spelers op een voetbalveld. Later werd tophandbal meer een zaalsport dan een veldsport. Aan de dameskant is in 1981 en 1990 de nationale beker gewonnen. Dit resulteerde in beide gevallen een jaar later in deelnamen aan de Europa Cup. Destijds werden er wedstrijden gespeeld tegen absolute wereldtop teams uit de DDR, Oekraïne en Roemenië.
Door veranderingen in de binnen de federatie PSV is er in 2000 besloten te gaan fuseren met twee andere Eindhovense handbalverenigingen namelijk Sport Vereniging Oude Gracht (SVOG) en Handbalvereniging  DVC (Des-Vriendschap Combinatie). Deze combinatie resulteerde in een brede handbalvereniging met zowel top- als breedtesport met vele leden uit alle drie de fusieverenigingen. Met ingang van het seizoen 2000/2001 werd er een naamswijziging doorgevoerd, namelijk veranderde de clubnaam in PSV/DVC/SVOG. Per 1 januari 2002 werd de clubnaam weer veranderd in PSV Handbal. In 2012 is het 80-jarige bestaan gevierd in de kantine aan de Oude Bosche Baan.

## Toernooien

### Hemelvaarttoernooi
Jaarlijks organiseert de vereniging een veldtoernooi tijdens Hemelvaartsdag. Het toernooi wordt georganiseerd voor alle categorieën, van mini's tot senioren. Het toernooi trekt jaarlijks zo'n 130 teams.

### Beachhandbaltoernooi
Sinds 2012 organiseert PSV Handbal tevens een beachhandbal toernooi. Vanaf 2013 is het toernooi door het NHV aangemerkt als officieel kwalificatietoernooi voor het NK Beachhandbal.

## Resultaten
Heren
- 1974 7e
Hoofdklasse
- 1975 5e
Hoofdklasse
- 1976 2e
Hoofdklasse
- 1977 8e
Hoofdklasse
- 1978 6e
Eredivisie
- 1979 9e
Eredivisie
- 1980 4e
Eerste divisie B
- 1981 1e
Eerste divisie B
- 1982 9e
Eredivisie
- 1983 4e
Eerste divisie B
- 1984 6e
Eerste divisie B
- 1985 12e
Eerste divisie B
- 1986
- 1987
- 1989
- 1990
- 1991 1e
Tweede divisie B
- 1992 10e
Eerste divisie B
- 1993 6e
Eerste divisie 6
- 1994 12e
Eerste divisie B
- 1995 1e
Tweede divisie B
- 1996 11e
Eerste divisie B
- 1997
- 1998
- 1999
- 2000
- 2001
- 2002
- 2003
- 2004
- 2005
- 2006
- 2007
- 2008
- 2009
- 2010 4e
Eerste divisie
- 2011 11e
Eerste divisie
- 2012 14e
Eerste divisie
- 2013 2e
Tweede divisie B
- 2014
- 2015
- 2016
- 2017
- 2018
- 2019 2e
Hoofdklasse B
- 2020 1e
Hoofdklasse B
- 2021
Tweede divisie B
- 2022 2e
Eerste divisie
- 2023 15e
Eredivisie
- 2024 15e
Eredivisie

- Eredivisie
- Eerste divisie
- Tweede divisie
- Hoofdklasse

## Erelijst

### Heren
| Nationaal               |    |                  |
| Landskampioenschap      | 1x | 1954/55          |
| Eerste divisie          | 1x | 1980/81          |
| Tweede divisie          | 2x | 1990/91, 1994/95 |
| Hoofdklasse             | 1x | 2019/20          |
| Landskampioenschap veld | 2x | 1950, 1955       |

### Dames
| Nationaal               |    |                                          |
| Bekerwinnaar            | 2x | 1980/81, 1989/90                         |
| Landskampioenschap veld | 7x | 1948, 1950, 1951, 1952, 1954, 1955, 1956 |